# Limodorum trabutianum
Limodorum trabutianum Batt., 1886 è una pianta appartenente alla famiglia delle Orchidacee.
L'epiteto specifico è dedicato al botanico francese Lous-Charles Trabut (1853-1928).

## Descrizione
È una pianta del tutto simile a Limodorum abortivum, dalla quale si distingue per i seguenti caratteri morfologici:

infiorescenza a spiga più densa con 10-20 fiori parzialmente aperti e leggermente profumati;
petali e sepali più rivolti verso l'alto;
sperone breve, sacciforme, lungo 2–3 mm o appena abbozzato o del tutto assente;
labello nastriforme invece che triangolare;
Ginostemio più grosso.
Fioritura da inizio maggio a inizio giugno.

## Distribuzione e habitat
Ha una distribuzione stenomediterraneea, centro -occidentale.

In Italia è presente in Sardegna, in Sicilia e isola di Pantelleria.
Cresce su suolo preferibilmente calcare, in boschi aperti di latifoglie e conifere, radure, cespuglieti, da 100 a 900 m di altitudine.

## Riproduzione
È una specie con produzione di semi esclusivamente per autogamia.
Anche in questa entità, l'autoimpollinazione può avvenire anche senza l'apertura dei fiori (cleistogamia).